# Luhe (socken i Kina, Henan, lat 34,33, long 115,55)
Luhe (kinesiska: 路河, 路河乡) är en socken i Kina. Den ligger i provinsen Henan, i den centrala delen av landet, omkring 180 kilometer öster om provinshuvudstaden Zhengzhou. Antalet invånare är 45 852. Befolkningen består av 23 031 kvinnor och 22 821 män. Barn under 15 år utgör 22,0 %, vuxna 15-64 år 69 %, och äldre över 65 år 8,0 %.
Genomsnittlig årsnederbörd är 888 millimeter. Den regnigaste månaden är juli, med i genomsnitt 196 mm nederbörd, och den torraste är januari, med 7 mm nederbörd.